# Myrmeleon brachygaster
Myrmeleon brachygaster är en insektsart som beskrevs av Luisa Eugenia Navas 1924. Myrmeleon brachygaster ingår i släktet Myrmeleon och familjen myrlejonsländor. Inga underarter finns listade i Catalogue of Life.